# Cool & Dre
Cool & Dre – duet producencki wykonujący muzykę hip-hop. Członkowie grupy to: Marcello „Cool” Valenzano i Andre „Dre” Christopher Lyon. Obaj pochodzącą z Miami w stanie Floryda.
Duet założył swoją wytwórnię muzyczną specjalizującą się w muzyce hip-hop – Epidemic Records. W 2003 roku rozszerzyli swoją dystrybucję o wytwórnię Jive Records.
Od sierpnia 2010 r. obaj członkowie współpracują z wytwórnią Cash Money Records. W kwietniu 2011 roku Cool i Dre podpisali kontrakt z Interscope Records.